# Ванавара (аэропорт)
Ванавара — региональный аэропорт села Ванавара Красноярского края России. Аэродром был открыт в 1948 году и его взлётно-посадочная полоса располагалась сперва вдоль берега реки; в середине 1950-х аэропорт был устроен дальше от реки, где и находится в настоящее время.  

## Показатели деятельности
| год             | 2014  | 2015  | 2016  | 2017  |
| тыс. пассажиров | 15,21 | 14,00 | 14,75 | 1,466 |
| Источники:      |       |       |       |       |